# Ольтрамаре, Габриель
Габриель Ольтрамаре (1816—1906) — швейцарский математик, педагог, профессор высшей математики Женевского университета.

## Биография
Сын часового мастера. Изучал математику и естественные науки в университете Женевы (1836—1839), высшую математику в Сорбонне, где в 1840 году получил степень бакалавра математических наук.
Преподавал в Конго, затем в Египте (1843). В 1843—1844 гг. был наставником Исмаила, сына правителя Ибрагима-паши.
В 1845—1870 гг. — приват-доцент механики в промышленной школе и, одновременно, математики в женевском колледже. В 1848—1890 гг. — профессор высшей математики Женевского университета.
Был одним из основателей Национального института Женевы (в 1853), где возглавлял факультет естественных наук с 1894 по 1902 год.
Член Административного совета Женевы (1848), заместитель председателя Великого совета (Кантонального парламента, 1848—1854), несколько раз председательствовал в Кантональном парламенте Швейцарии.

## Научная деятельность
Основные исследования Г. Ольтрамаре относятся к анализу, символическому исчислению и теории чисел.
Обобщил результаты К. Якоби по преобразованию линейных форм простых чисел в квадратичные формы.
Работал над развитием теории конечных разностей, теории разрывных функций, теории периодических рядов. В области символического исчисления развивал идеи Ж. Лиувилля (1886). Его исследования получили название функциональное
символическое исчисление. В дальнейшем, благодаря своим расчётам, Ольтрамаре получил большую
количество формул.
Автор ряда работ по астрономии и метеорологии.

## Избранные публикации
- Essai sur le calcul de généralisation (1893, на русском — 1895)
- Calcul De Generalisation (1899)